# エルヴェディン・ジニッチ
エルヴェディン・ジニッチ（Elvedin Džinić、1985年8月25日 - ）は、スロベニアの元サッカー選手。元スロベニア代表。ポジションはディフェンダー。

## 経歴
2010 FIFAワールドカップに臨むスロベニア代表のメンバーに選ばれたが出場機会は無かった。

## 代表歴

### 出場大会
- スロベニア代表
  - 2010 FIFAワールドカップ